# هونگان-جی

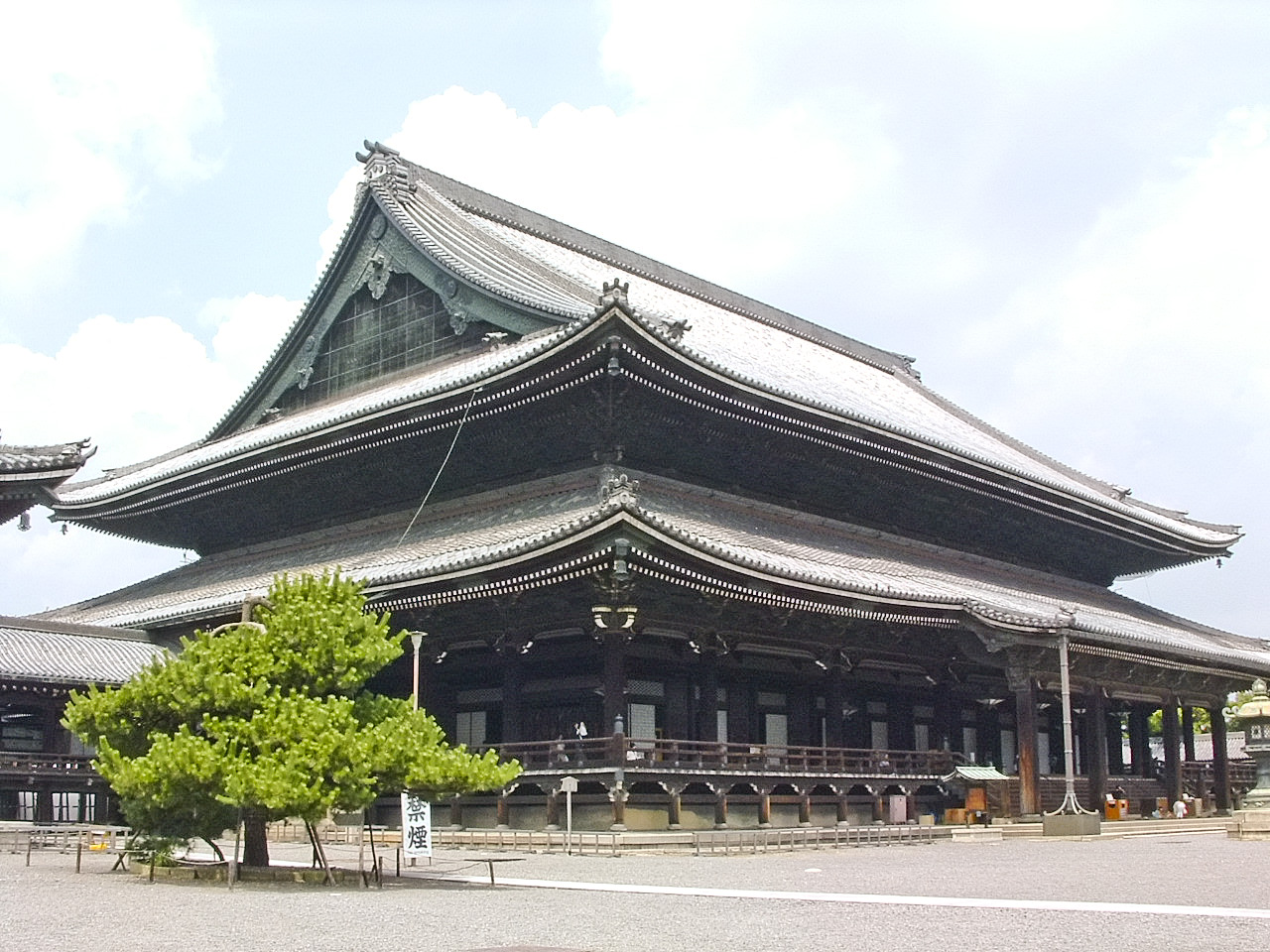
هوندن یا ساختمان اصلی هون‌گانجی شرقی، در کیوتو

هونگانجی، معبد هونگان، (به ژاپنی: 本願寺) یکی فرقه‌های بزرگ شین بودیسم است. این فرقه برای خود ارتش عظیمی از دهقانان و کشاورزان جمع کرده بود که در برابر اودا نوبوناگا، در سال ۱۵۸۰ شکست خورد. سپس در سال ۱۶۹۳ دو دسته شد و به دو شاخهٔ هون‌گانجی غربی و شرقی تقسیم گردید.  هونگانجی همچنین ممکن است به یکی از چندین ساختمان واقعی معبد مربوط به فرقه اشاره کند.